# Осмо Антеро Вио
Осмо Антеро Вио (на фински: Osmo Antero Wiio) е финландски учен, журналист и бивш депутат във Финландския парламент. Той е най-известен с шеговитите си Закони на Вио за комуникацията, които сбито се резюмират от сентенцията „Комуникацията обикновено пропада, освен когато е погрешка".

## Биография
Вио е роден в Порвоо, Финландия в семейството на актьор и шивачка. През 1954 година се жени за учителката по домашно счетоводство Леена Марята Варонен, с която имат две деца. През същата година Вио завършва Хелзинкския университет с магистърска степен по политически науки. През 1968 година защитава докторат в Университета в Тампере.
От 1973 до 1975 година Вио е професор по икономика в Университета в Хелзинки. После, от 1975 до 1979 година е един мандат депутат във Финландския парламент от групата на Либералната партия. След края на мандата се връща към академичното поприще и от 1978 до 1991 година ръководи катедрата по комуникации в Хелзинкския университет.
Вио пише множество статии и книги в областта на комуникациите. През 1952 година основава списанието Tekniikan Maailma, което продава година по-късно. Той е известен финландски радиолюбител с повиквателен знак OH2TK и от 1994 година е почетен председател на Финландската лига на радиолюбителите. През 1974 година получава Индустриалната награда на Международната асоциация по комуникации, а през 2000 година – Наградата на Nokia.

## Закони на Вио
През 1976 – 1978 година Вио извежда серия хумористично формулирани наблюдения за общуването между хората и ги нарича „Закони на Вио“ по аналогия с прочутите „Закони на Мърфи“.
1. Комуникацията обикновено пропада, освен когато е погрешка.
  1. Ако комуникацията може да пропадне, то тя пропада.
  2. Ако комуникацията не може да пропадне, то въпреки това тя най-често пропада.
  3. Ако изглежда, че комуникацията ще успее да протече по планирания начин, то има някакво недоразумение.
  4. Ако сте доволни от своето съобщение, то комуникацията със сигурност ще пропадне.
2. Ако съобщението може да бъде интерпретирано по няколко начина, то ще бъде интерпретирано по начина, който максимизира щетите.
3. Винаги има някой, който по-добре от вас знае какво сте имали предвид със съобщението си.
4. Колкото повече комуникираме, толкова п̀о на зле върви комуникацията.
  1. Колкото повече комуникираме, толкова по-бързо се разпространяват недоразуменията.
5. В масовите комуникации важното е не какви са нещата, а как изглеждат те.
6. Важността на една новина е обратнопропорционална на квадрата на разстоянието.
7. Колкото по-важна е една ситуация, толкова по-вероятно е, че ще забравите да кажете нещо съществено, което ви е минало през ума преди секунда.

В съкратен вид те са намерили място в книги по бизнес и административна комуникация.